# Rio Camboriú
Rio Camboriú é um rio brasileiro do estado de São Paulo. Nasce na localização geográfica de: Latitude 23º44'24" Sul e Longitude 45º42'45" Oeste e segue em direção leste do estado de São Paulo próximo a Caraguatatuba onde desagua no Atlântico.